# Sénéchaussées de la Bretagne
Les sénéchaussées de la Bretagne sont les sénéchaussées qui ont été créées à partir des institutions ducales de la province pour couvrir l'intégralité de son territoire comme juridictions royales de base. Environ quarante à leur création en 1551 par l'édit de création des présidiaux, elles sont vingt-six à la fin de l'Ancien Régime. Bien que leurs médiocres conditions d'exercice en limitent la portée, elles se distinguent notamment par une compétence étendue par rapport aux autres sénéchaussées du royaume.

## Historiographie
Si la plupart des sénéchaussées bretonnes ont vécu près de 250 ans, les archives qui ont été transmises aux Archives départementales sont loin d'embrasser toute cette durée : elles se limitent au XVIIIe siècle avec dans quelques cas, une antériorité au XVIIe. Ceci explique en partie la méconnaissance de ces sénéchaussées et avertit de la nécessité d'une critique des travaux qui nécessairement sont privés d'une base homogène. Le très important fonds du parlement de Bretagne, du même âge que les sénéchaussées, peut parfois constituer un recours.

## Formation et nature des sénéchaussées

### Avant 1535: les sénéchaux ducaux
Les sénéchaussées - toutes créées sur la même base en 1551 - ont imposé leur homogénéité de nature légale à un ensemble complexe de juridictions qui avaient pris chacune une physionomie propre au long des siècles, dans leur géographie, leur organisation, leurs relations et subordinations. Cette homogénéité s'est traduite par la perte d'attributions non judiciaires, notamment de nature fiscale, mais aussi militaire. Par un processus semblable, si ces juridictions avaient à leur tête un « sénéchal », celui-ci avait un statut et des prérogatives différents de ceux qui tout en ayant un titre de même nom, seront exclusivement des juges à partir de 1551, quitte à cumuler des charges. Le sénéchal du premier genre n'était pas l'officier supérieure d'une sénéchaussée, mais d'un bailliage au nom variable, souvent d'une « châtellenie », etc. « Le terme de sénéchaussée n'était pas inconnu en Bretagne, mais il restait d'usage peu courant et ne saurait être employé sans définition préalable de la réalité qu'il recouvrait. ».
Les listes de sénéchaux dressées par Marcel Planiol permettent une récapitulation des juridictions assez importantes et stables pour avoir été pourvues d'un sénéchal depuis le Moyen Âge, à commencer par le duché dans son ensemble avec les sénéchaux de Bretagne, au nombre de huit uniquement pour la période 1177-1241.
- Sénéchaux du Brouërec : 17 sénéchaux entre 1200 - 1490 ;
- Sénéchaux de Cornouaille et de Poher : 13 sénéchaux entre 1208 - 1467 ;
- Sénéchaux de Lamballe : 3 sénéchaux entre 1426 - 1489 ;
- Sénéchaux de Léon : 8 sénéchaux entre 1267 - 1457 ;
- Sénéchaux de Moncontour : 5 sénéchaux entre 1420 - 1469 ;
- Sénéchaux de Nantes : 17 sénéchaux entre 1165 - 1492 ;
- Sénéchaux de Penthièvre : 8 sénéchaux entre 1219 - 1274 ;
- Sénéchaux de Ploërmel : 15 sénéchaux entre 1251 - 1467 ;
- Sénéchaux de Rennes : 30 sénéchaux entre 1066 - 1492 ;
- Sénéchaux de Tréguier ou de Guingamp : 18 sénéchaux entre 1156 - 1490.

Il n'y avait donc pas de « bailli » à la tête des bailliages, ce terme désignant en Bretagne le second juge, auquel il est d'ailleurs préféré en pays gallo le mot alloué.

### Des textes généraux à la réalité provinciale
Une vingtaine de sénéchaussées n'eurent d'existence qu'entre leurs créations en 1551 et l'édit d'union des juridictions royales de 1565 (édit de Châteaubriant en vertu des lettres patentes données à Troyes le 19 mars 1564) supprimant 25 sièges. Même celui-ci ne fut que partiellement appliqué : les sénéchaussées d'Antrain, Bazouges, Chateaulin, Concarneau, Dol, Hédé, Jugon, Lanmeur, Saint-Aubin-du-Cormier et Saint-Pol-de-Léon se maintinrent jusqu'à la Révolution, sauf celle de Lanmeur réunie à celle de Morlaix en 1755.
Les sénéchaussées d'Antrain et de Bazouges devraient du point de vue de leur compétence être considérées comme des barres royales.
Hors des sénéchaussées présidiales mieux dotées en personnel, un examen des différentes sénéchaussées a montré que le nombre de magistrats est au mieux de quatre, pendant que les textes parlent d'un minimum d'une dizaine de conseillers. De plus, autre différence, le sénéchal n'agit pas par l'intermédiaire d'un lieutenant général et autre alloué, il est effectivement présent au siège et partage les dossiers avec les autres magistrats. Selon J. Trévédy, il y aurait une différence notable entre le sénéchal en Bretagne et dans le reste du royaume.

### Engagement du domaine royal
Bien que théoriquement inaliènable, le domaine royal a subi pour des raisons financières une aliénation de fait, en principe temporaire et ne mettant pas en cause l'autorité du roi sur la terre. Ainsi, en Bretagne, la régie d'une grande partie du domaine a été concédée par engagement au duc de Penthièvre (en 1698, 1716, 1757), le reste à d'autres seigneurs ou en 1759 aux États de Bretagne. Ceci n'a pas été sans conséquence sur l'activité de chaque juridiction royale, l'exercice matériel de la justice (greffes, prisons, etc) étant compris dans le patrimoine concerné par cet engagement.

## Attributions juridictionnelles
Ordinairement, sur la totalité de leur ressort, les sénéchaussées sont essentiellement vouées au jugement des causes d'appel. En Bretagne, l'absence presque complète de prévôtés telles que définies par l'édit Crémieux de 1536 a induit une extension de la compétence de base : une compétence administrative (police) et la connaissance des affaires civiles en première instance s'ajoutent aux causes en appel. Les sénéchaussées auraient dû seulement juger les appels émanant des prévôtés, outre celles émanant des justices seigneuriales ; en l'absence de prévôté, elles doivent connaitre les affaires en première instance ainsi que tout ce qui relève de la juridiction volontaire. Cette activité de justice ordinaire (à l'opposé des rares cas royaux) est ainsi l'activité dominante de toute sénéchaussée non présidiale.
Ainsi, dans cette province, la sénéchaussée est le premier degré dans la hiérarchie des juridictions royales, leurs appels étant portés selon les cas, devant la sénéchaussée présidiale ou devant le parlement de Bretagne. Les prévôtés ayant été supprimées en principe dans tout le royaume en avril 1749, la singularité bretonne s'atténue ultérieurement.
Comme les autres sénéchaussées françaises, les sénéchaussées de Bretagne ont la connaissance exclusive des cas royaux, ceux qui touchent particulièrement le roi, son autorité, les finances, l'ordre public, etc.

### Compétence administrative
Cet ordre de compétence suit en Bretagne ce qui s'est pratiqué ailleurs. Ainsi, les registres paroissiaux étaient visés chaque année par le sénéchal, et selon la période, un des deux exemplaires était conservé dans les archives du greffe.

#### Compétence réglementaire
À l'instar des parlements précisant les ordonnances royales par leurs arrêts de règlement d'intérêt général mais de portée locale, les sénéchaussées rendent des sentences réglementaires. Jouant le même rôle qu'au sein du parlement concernant les arrêts de règlement, le procureur du roi est à l'initiative de la plupart de ces arrêts, donnant ses conclusions pour les autres requises essentiellement par des communautés (villes, confréries, etc.). La sénéchaussée est encadrée dans ce domaine comme dans les autres par le parlement. 
Numériquement, cette production est modeste par rapport à celle du parlement : Séverine Debordes cite le chiffre de 1200 arrêts de règlement en comparaison des 360 ordonnances qu'elle a dénombrées pour la même période (1700 à 1789) pour les seize juridictions ayant conservé leur pouvoir de police. Sur le même ensemble, la police des denrées (vivres) représente selon la même étude, 30,3 % des sentences réglementaires ; trois autres objets en suscitent une dizaine de pour cent (salubrité 19 %, sûreté publique 15 %, voirie 11 %) ; les domaines restants se situant tous autour de 5 % (incendies, religion, justice, pauvres, mœurs, ...).
Dans 36 % des cas, les sentences ne donnent pas l'origine juridique de leur contenu, sinon il s'agit d'abord d'anciennes ordonnances (25 %), d'arrêts de règlement (16 %), d'édits (3 %), les cas restant étant plus complexes, la coutume de Bretagne n'étant prise en compte qu'en dessous de 0,6 %.
Pour une plus grande efficacité, les sentences pouvaient être homologuées par le parlement, parfois plusieurs années après ; elles prenaient alors valeur d'arrêt de règlement applicable au-delà de la circonscription d'origine.

#### Compétence de police
L'édit d'octobre 1699 devait ôter à toutes les juridictions royales les matières de police par la création d'officiers indépendants (lieutenant général de police). La mise en œuvre de cet édit a connu un destin particulier dans chaque juridiction : plus ou moins rapidement, l'inefficacité de ce dispositif a entraîné le rachat de ces charges, soit par la ville-siège soit par la juridiction (ou plutôt par leurs magistrats). Les variations d'activité de cet officier ont nécessairement influé sur l'activité de chaque sénéchaussée...

### Compétences judiciaires
L'étendue des compétences d'une sénéchaussée est étroitement dépendant du statut de la terre concernée, d'une maison l'autre, en commençant par la position de la terre par rapport au domaine royal et ses variétés. Connaissant la diversité des conditions (droit de la propriété, justice basse, moyenne ou haute, etc), ceci confère a priori à l'assise territoriale de toute sénéchaussée une grande hétérogénéité.
On distingue sommairement du point de vue de l'assise territoriale : 
- un ressort large, comme partie du Royaume et régi par les prérogatives de la Couronne ; c'est la circonscription judiciaire, l'emprise maximale du pouvoir de la juridiction, elle-même contenant le ressort restreint et ses nuances ;
- un ressort restreint, celui des terres dont le roi est le seigneur, avec des vassaux ou non.

#### Le ressort large
Dans le ressort large, la compétence est la plus restreinte. C'est la compétence spécifique des sénéchaussées : cas royaux et causes d'appel, sauf exceptions concernant de grands seigneurs. Ainsi les appels des procès jugés dans les seigneuries des Rohan, la principauté de Lamballe, la sénéchaussée de Guingamp, sont portés devant le parlement de Bretagne.
Autre exception, les affaires concernant les mineurs (tutelle, curatelle, ...) sont jugées en appel au parlement afin d'éviter un degré de juridiction (omissio medio).

#### Le ressort restreint
L'étendue du ressort restreint est infime par rapport à celui du ressort large. De plus, la connaissance par les juges du territoire sous ce statut est habituellement très médiocre, ce qui facilite les empiètements commis par les agents des justices seigneuriales et les contestations qui peuvent en résulter. Pourtant, surtout en raison du traitement assez lucratif des affaires civiles et de leur nombre, surtout sur le proche fief, le ressort restreint contribue nettement à la valeur des charges de magistrature.
Dans le ressort restreint, la sénéchaussée est le premier degré de juridiction au-dessus de tout justiciable et elle a logiquement une compétence équivalente à celle des seigneurs hauts justiciers, c'est-à-dire maximale. 
Le ressort restreint est lui-même loin d'être homogène et on y distingue le domaine royal sous-inféodé (au Moyen Âge) et le proche fief du roi (et donc de la sénéchaussée), celui-ci étant ce qui reste finalement directement comme entière propriété du roi et soumis à sa seule autorité.
- Sur le domaine sous-inféodé, les compétences dépendent du degré du droit de justice de la seigneurie directement mouvante du roi :
  - haute justice : compétence minimale comme sur le reste du ressort large, à laquelle s'ajoutent les droits de tout seigneur, selon la coutume : réception des aveux, foi et hommage ; convocation des seigneurs hauts justiciers aux plaids généraux ; saisie féodale ;
  - moyenne justice : au criminel, les délits susceptibles d'une amende supérieure à trois livres ;
  - basse justice  : compétences liées à la moyenne justice (succession des bâtards ; confection d'inventaire ; création de notaire ; règlement sur les mesures, la police et taxe des denrées ; connaissance des délits n'emportant que des peines pécuniaires) et à la haute justice (crimes emportant des peines capitales et corporelles ; droit d'épaves ; confiscations de biens) ;
  - seigneurie sans justice : rare, compétences associées à la haute justice[3].

Dans tous les cas, Poullain du Parc rappelle que la sénéchaussée est l'instance compétente les affaires personnelles du seigneur, étrangères à la féodalité.
- Sur le proche fief : toutes les compétences tant contentieuses que non-contentieuses de l'ordre de la haute justice. « Ces compétences civiles composent, quantitativement, la majeure partie de l'activité judiciaire des sièges royaux »[3].

## Les sénéchaussées simples et présidiales
La Bretagne était divisée au XIIIe siècle en huit baillies dont, deux cents ans plus tard, on retrouve une correspondance avec les ressorts des présidiaux selon l'édit de leur création : Nantes, Léon, Penthièvre, Ploërmel, Quimper, Rennes, Tréguier, Vannes. Ces baillies avaient elles-mêmes des limites comparables à celles des comtés aux Xe et XIe siècles.

### Présidial de Quimper
Cette circonscription correspond à la baillie de Cornouaille et à celle de Léon, excepté la sénéchaussée de Quimperlé qui fut rattachée au présidial de Ploërmel.
- Sénéchaussée présidiale de Quimper : Le présidial et la sénéchaussée formaient en réalité deux juridictions, bien que ne forman qu'une compagnie[8] ; mais le ressort des deux sièges étaient très différents[9] ; le greffe était commun.
Ressort reparti en trois secteurs (Quimper ; Crozon ; Daoulas) : Audierne, Beuzec-Cap-Caval, Beuzec-Cap-Sizun, Bodivit, Briec, Cléden-Cap-Sizun, Camaret, Combrit, Crozon, Daoulas, Dirinon, Ergué-Armel, Ergué-Gabéric, Esquibien, Goulien, Guengat, Irvillac, Kerfeunteun, Lababan, Landrévarzec, Landudal, Landudec, Lanvéoc, Lanvern, Laz, Locmaria, Loctudy, Logonna-Daoulas, Loperhet, Mahalon, Meilars, Peumerit, Ploaré, Plobalannec-Lesconil, Plogastel-Saint-Germain, Plogoff, Plogonnec, Plomelin, Plomeur, Plonéis, Plonéour-Lanvern, Plonivel, Plougastel-Daoulas, Plouhinec, Plovan, Plozévet, Pluguffan, Pont-Croix, Pont-l'Abbé, Pouldavid, Pouldergat, Quimper-Corentin, Roscanvel, Saint-Goazec, Saint-Éloy, Saint-Jean-Trolimon, Saint-Urbain, Telgruc-sur-Mer, Treffiagat, Trégourez, Tréguennec, Tréoultré, Tréméoc[10].

- Sénéchaussée de Brest et Saint-Renan : siège transféré de Saint-Renan à Brest en juillet 1681 ; trente-huit paroisses ou trèves ; 6-7 justices seigneuriales ; 50 prisonniers civils dont les prostituées et 7 ou 8 prisonniers criminels annuellement ;
Ressort : Bohars, Brest, Coat-Méal, Gouesnou, Guilers, Guipavas, Guipronvel, Lamber (réuni à Ploumoguer), Lambézellec, Lampaul-Plouarzel, Lampaul-Ploudalmézeau, Landunvez, Lanildut, Lanrivoaré, Larret, Loschrist-Le Conquet, Locmaria-Plouzané, Milizac, Molène, Notre-Dame des Grâces de Saint-Mathieu (réuni à Plougonvelin), Ouessant, Plouarzel, Ploudalmézeau, Plougonvelin, Plouguin, Ploumoguer, Plourin, Plouzané, Porspoder, Saint-Marc ou Trénivez, Saint-Pabu, Saint-Pierre-Quilbignon, Saint-Renan, Trébabu, Tréglonou, Tréouergat, La Trinité-Plouzané (réuni à Plouzané)[10].
Ses archives ont été détruites par un incendie en 1812, mais 48! ml. d'archives dont registres de donations entre vifs de 1731 à 1791.

- Sénéchaussée de Carhaix : jusqu'au milieu du XVIIe siècle, la cour porte le nom de Carhaix et Duault ; 25 justices seigneuriales ; 8 à 10 prisonniers civils et 5 ou 6 prisonniers criminels annuellement ;
Ressort : Botmel*, Bolazec, Calanhel*, Callac*, Carhaix, Carnoët*, Duault*, Glomel*, Kergloff, Kergrist-Moëlou*, Locarn*, Maël-Carhaix*, Maël-Pestivien*, Motreff, Le Moustoir*, Paule, Pestivien*, Plévin*, Plouguer, Plounévézel, Plourac'h*, Plusquellec*, Poullaouen, Rostrenen*, Saint-Quijeau, Saint-Servais*, Scrignac, Trébrivan*, Treffrin*, Tréogan*[10].
 37 ml. d'archives.

- Sénéchaussée de Châteaulin : réunion à la sénéchaussée de Quimper par l'édit de 1565 non effective ; 24 justices seigneuriales ; 5 ou 6 prisonniers civils et 4 ou 5 prisonniers criminels annuellement ;
Ressort : Brasparts, Briec, Cast, Châteaulin, Le Cloître, Dinéault, Edern, Le Faou, Gouézec, Hanvec, Kerlaz, Landeleau, Landévennec, Lannédern, Lennon, Locronan, Lopérec, Loqueffret, Lothey, Pleyben, Ploéven, Plomodiern, Plonévez-Porzay, Saint-Coulitz, Saint-Ségal, Saint-Thois[10].
 9 ml. d'archives.

- Sénéchaussée de Châteauneuf-du-Faou, Le Huelgoat et Landeleau : union de trois anciennes barres ducales ; sénéchaussée réunie à la sénéchaussée de Carhaix en 1565. 10 petites justices seigneuriales ; proche fief petit ; 1 prisonnier civil tous les quatre ans et 1 ou 2 prisonniers criminels annuellement ;
Ressort : Châteauneuf, Moustoir, Le Huelgoat, Locmaria, Collorec, Berrien, Botmeur, Plonévez-du-Faou, Le Quilliou, Saint-Hernin[10].
 13 ml. d'archives.

- Sénéchaussée de Concarneau : union de trois barres ducales ; réunie vingt ans à la sénéchaussée de Quimper suite de l'édit de 1565 ; 12 justices seigneuriales ; dix-sept paroisses ou les fiefs du roi et des seigneurs sont mêlés. Ressort : 
  - Concarneau ou Conq : Beuzec-Conq, Concarneau, Lanriec, Melgven, Cadol, Kernével, Névez, Nizon, Trégunc.
  - Fouesnant : Fouesnant, Gouesnac'h, Perguet (ou Bénodet), Pleuven, Saint-Evarzec.
  - Rosporden : Elliant, Rosporden, Saint-Yvi, Locmaria-an-Hent, Scaër, Tourch[10].
 16 ml. d'archives.

- Sénéchaussée de Gourin : réunie à la sénéchaussée de Quimper, provisoirement et avec des aléas selon J. Trévédy ; proche fief composé de parties de Gourin, Langonnet, Le Fouet,  Quiscriff, Lanencjean!, Leuchan ; 1 prisonnier civil et 2 prisonniers criminels annuellement ;

- Sénéchaussée de Lesneven : 24 justices seigneuriales ; proche fief composé de la paroisse Saint-Michel, paroisse du Prieuré de la Bouëxière, Beusit ; 6 prisonniers civils et 5 prisonniers criminels annuellement ; archives en mauvais état de conservation ;
Ressort : Beuzit-Conogan, Bodilis, Bréventec, Brouennou, Carantec, Cléder, Commana, Goulven, Guiclan, Guicquelleau, Guimiliau, Guissény, Henvic, Kerlouan, Kernouës, Kersaint-Plabennec, La Martyre, Lanarvily, Landéda, Languengar, Lanhouarneau, Lannilis, La Roche-Maurice, Lesneven, Loc-Eguiner, Locquénolé, Pencran, Plabennec, Pleyber-Christ, Ploudaniel, Ploudiry, Plouénan, Plouescat, Plougar, Plougoulm, Plounéour-Ménez, Plounéour-Trez, Plounéventer, Plounevez-Lochrist, Plouvien, Plouvorn, Plouzévédé, Plouyé, Pont-Christ, Saint-Frégant, Saint-Julien de Landerneau, Saint-Martin-des-Champs (fauxbourg de la Villeneuve en Morlaix), Saint-Servais, Saint-Thégonnec, Saint-Vougay, Sibiril, Taulé, Tréflaouénan, Tréflez, Trégarantec, Tréglonou, Trémenech, Trézilidé[10].
 36 ml. d'archives.

- Sénéchaussée de Morlaix-Lanmeur : 13 justices seigneuriales ; vaste proche fief à Morlaix, petit à Lanmeur ; 12 ou 13 prisonniers civils et 9 ou 10 prisonniers criminels annuellement ; à partir de 1755, les appels sont portés à Quimper et non plus à Rennes.
**Ressort : Garlan, Guimaëc, Lanmeur, Lannéanou, Le Cloître!?, Le Ponthou, Locquirec, Morlaix (3 paroisses. moins fauxbourg de la Villeneuve), Plouégat-Guérand, Plouégat-Moysan, Plouezoc'h, Plougasnou, Plougonven, Ploujean, Plouigneau, Plounérin, Plourin, Saint-Eutrope, Saint-Jean-du-Doigt
  - Paroisses incertaines : Plouzélambre (église), Saint-Michel-en-Grève[10].
 20 ml. d'archives.

- Juridictions de brève durée  :
  - Sénéchaussée de Beuzec-cap-Caval ; - de Beuzec Cap-sizun ; d'après l'édit de 1565 ; réunies à la sénéchaussée de Quimper en 1565.
  - Sénéchaussée de Duault ; - du Huelgoat ; - de Landeleau : selon l'édit de 1551 ; réunies à la sénéchaussée de Carhaix en 1565.
  - Sénéchaussées de Conq - ; de Fouesnant ; - de Rosporden, selon l'édit de 1551, mais qui n'en ferait qu'une selon J. Trévédy comme exprimant « la seigneurie ducale dont le siège était à Concarneau », en tout cas réunie(s) à la sénéchaussée de Quimper en 1565 ; fusion avortée puisque vingt ans plus tard, le présidial demande la réunion. Voir Sénéchaussée de Concarneau.
  - Sénéchaussée de Saint-Pol-de-Léon : créée par l'édit de 1565, sans effet.
  - Sénéchaussée de Saint-Renan : selon l'édit de 1551 ; réunie à la sénéchaussée de Lesneven en 1565[8] ; réunie à la sénéchaussée de Brest par lettres patentes de juillet 1681. Voir Sénéchaussée de Brest et Saint-Renan.

### Présidial de Nantes
Cette circonscription correspond à la seule baillie de Nantes au XIIIe siècle.
- Sénéchaussée royale de Nantes et présidial :

La sénéchaussée royale de Nantes étendait son ressort sur tout le comté nantais, excepté :
- la sénéchaussée de Guérande ;
- les sièges royaux de Touffou, Loyaux, Le Gâvre qui disparaîtront en octobre 1565 ;
- la baronnie de Châteaubriant (relevant de la sénéchaussée de Rennes) ;
- les justices seigneuriales ressortissant nuement du parlement de Bretagne : les régaires de l'évêché, érigé en novembre 1581.
La sénéchaussée fut pratiquement absorbée par le présidial, sous le nom de Cour de Nantes, que les chefs de l'une ou l'aure de ces juridictions présidaient alternativement[11].

- Sénéchaussée de Guérande : ressort accru de quelques paroisses par l'édit de 1565 (avec astérisque ci-dessous) ; 24 justices seigneuriales ; proche fief vaste (ville du Croisic et presque toute la paroisse de Batz ; 2 ou 3 prisonniers civils annuellement et 5 prisonniers criminels en 15 ans ;
Ressort : châtellenie d'Assérac*, Batz, Camoël, Escoublac, Férel, Guérande, Herbignac, Le Croizic*, Le Pouliguen*, Mesquer, Pénestin, Piriac*, Saint-André-des-Eaux, Saint-Lyphard, Saint-Molf, Saint-Nazaire[12].

- Juridictions de brève durée : sénéchaussée de Loyaux (paroisse de Fresnay) ; - de Touffou (paroisse du Bignon) ; - du Gavre : selon l'édit de 1551 ; unies au présidial de Nantes par l'édit de 1565.

### Présidial de Rennes
Cette circonscription correspond aux baillies de Penthièvre, de Rennes et de Tréguier au XIIIe siècle excepté la sénéchaussée de Lanmeur attribuée au présidial de Quimper.
- Sénéchaussée présidiale de Rennes : « La plus grande partie des documents des XVIe et XVIIe siècles a été détruite par l'incendie de Rennes en 1720. »[13]. Dans ce qui a été conservée, la distinction entre les archives du présidial et celles de la sénéchaussée n'est pas nette.

- Sénéchaussée de Dinan : 90 justices seigneuriales ; petit proche fief ; 1 prisonnier civil et 4 prisonniers criminels annuellement ;

- Sénéchaussée de Fougères : 35 justices seigneuriales ; proche fief très vaste ; 40 prisonniers civils et 15 à 20 prisonniers criminels annuellement ; 45 paroisses en 1789 ; 15 mètres linéaires d'archives [3B 16-395][13].

- Sénéchaussée de Hédé : réunion à la sénéchaussée de Rennes par l'édit de 1565 non effective ; 11 grandes justices seigneuriales ; grand proche fief ; 30 prisonniers civils ou criminels "en huit ans avant que les prisons ne tombent" ; 22 paroisses en 1789 ; 13 mètres linéaires d'archives [3B 396-862][13].

- Sénéchaussée de Jugon : réunie à la sénéchaussée de Dinan en 1565, puis rétablie ; 34 justices seigneuriales ; aucun prisonnier civil et 1 prisonnier criminel en dix ans ;

- Sénéchaussée de Lanmeur : créée par l'édit de 1551 ; réunie à la sénéchaussée de Morlaix (présidial de Quimper) en 1565, mais en fait seulement en 1755.

- Sénéchaussée de Lannion : proche fief considérable ; fonds homogène de 1605 à 1790 ; 5 prisonniers civils annuellement et 40 prisonniers criminels "depuis les dix dernières années" ;

- Sénéchaussée de Saint-Aubin-du-Cormier : réunion à la sénéchaussée de Rennes par l'édit de 1565 non effective ; 3 justices seigneuriales ; proche fief dont la majeure partie est couvertes de landes et forêts ; 6 prisonniers civils en dix ans et aucun prisonnier criminel annuellement ; 16 paroisses en 1789 ; 4,5 mètres linéaires d'archives [3B 863-1095][13].

- Sénéchaussée de Saint-Brieuc : selon l'édit de création de 1551, mais la ville ne devint siège que dans les années 1580, non sans péripéties[8] ; 26 justices seigneuriales ; « proche fief peu étendu à cause de la juridiction des régaires » ; 2 prisonniers civils et 20 prisonniers criminels annuellement.

- Sénéchaussée d'Antrain : réunion à la sénéchaussée de Fougères par l'édit de 1565 non effective ; 13 justices seigneuriales ; proche fief très petit ; 12 à 15 prisonniers civils et 7 à 8 prisonniers criminels annuellement ; 7 paroisses en 1789 avec un lieutenant, un greffier et le procureur du roi, très peu d'archives subsistantes (« malmenées par les événements révolutionnaires »)[13].

- Sénéchaussée de Bazouges : réunion à la sénéchaussée de Fougères par l'édit de 1565 non effective ; 2 ou 3 prisonniers civils annuellement et 6 ou 7 prisonniers criminels en dix ans ; 11 à 13 justices seigneuriales ; proche fief très petit ; 17 paroisses en 1789, même situation que la juridiction d'Antrain.

- Juridictions de brève durée :
  - Sénéchaussée du pays Goëllo (siège à Saint-Brieuc à partir de 1565) ;
  - Sénéchaussée de Cesson (près de Saint-Brieuc) : selon l'édit de 1551 ; seulement une partie de la paroisse... ; réunie à la sénéchaussée de Goëllo en 1565.
  - Sénéchaussée de Dol : créée selon l'édit de 1565, sans suite...
  - Sénéchaussée de Saint-Malo : créée par l'édit de 1565 ; uniquement la ville et la trève Saint-Servan, moins tout ce qui relève des régaires[8]. N'aurait jamais réellement existé.

### Présidial de Vannes
Cette circonscription correspond à la baillie de Ploërmel du XIIIe siècle et à celle de Vannes excepté le secteur de Redon ainsi que pour la baillie de Ploërmel, les cantons de Montauban et Montfort qui sont attribués au présidial de Rennes.
- Sénéchaussée présidiale de Vannes :

- Sénéchaussée d'Auray : connaît les appels de la juridiction royale de Belle-Île après la cession de l'île au roi en 1719 ; les prisonniers sont envoyés à Vannes ; trois justices seigneuriales, proche fief consistant la paroisse de Saint Gildas et Saint Goustan, paroisse de Quiberon, Erdeven, Betz, Plouharnel, petite partie des paroisses de Baden, Pluneret, Plumergat, Brech, Lardaulle!, Landevient!, Locoual Mendon, Plumer, Crach et Locmariaquer.

- Sénéchaussée d'Hennebont : 13 justices seigneuriales ; proche fief dans douze paroisses ; 4 prisonniers civils et 12 prisonniers criminels (« du fait des mendiants ») annuellement ;

- Sénéchaussée de Quimperlé : rares prisonniers civils et un prisonnier criminel habituellement ;
Ressort : Bannalec, Baye, Clohars-Carnoët, Le Trévoux, Locunolé,  Lothéa, Mellac,  Moëlan, Querrien, Quimperlé, Riec, Saint-Thurien, Trébalat, Tréméven. Paroisses incertaines : Guidel, Guiscriff, Lesbin, Rédéné[10].
39 mètres linéaires d"archives dont une série de registres d'audience commençant en 1612.

- Sénéchaussée de Sarzeau ou de Rhuys : deux justices seigneuriales ; petit proche fief ; 24 prisonniers civils et 11 prisonniers criminels en dix ans ;

- Juridictions de brève durée :
  - Sénéchaussée de Muzillac : selon l'édit de 1551 ; unie au présidial de Vannes par l'édit de 1565.
  - Sénéchaussée de Ploërmel : présidial selon l'édit de 1551 avec Theix (Thaiz) et Quimperlé comme sénéchaussées simples, réuni à celui de Vannes en août 1552. Il se composait de deux cents paroisses, relevant de quatre évêchés, selon J. Trévédy ; 45 justices seigneuriales ;
  - Sénéchaussée de Rhuys : trois paroisses ; unie au présidial de Vannes par l'édit de 1565, puis rétablie... (Cf. Sarzeau)

### Sources
- J. Trévédy, Organisation judiciaire de la Bretagne avant 1790, dans « Revue historique de droit », t. XVII, 1893.
- Séverine Debordes-Lissillour, Les sénéchaussées royales de Bretagne, Presses universitaires de Rennes, 2006.
- Guide des Archives départementales d'Ille-et-Vilaine, tome I, 1994, p. 137-144.
- René Giffard, Étude sur les présidiaux bretons, 1661-1791, Paris, 1904.